# Esman
Esman (en ucraïnès Есмань, en rus Эсмань) és una vila de la província de Sumi, Ucraïna. El 2021 tenia 1.328 habitants. Es troba a la riba esquerra del riu Esman, tributari del Kleven. Fins al 18 de juliol del 2020 Esman pertanyia al districte de Hlúkhiv, però aquest districte quedà abolit el juliol del 2020 després de la reforma administrativa d'Ucraïna, i passà a formar part del districte de Xostka.